# Nicola Wilson
Nicola Wilson (Darlington, 1 de octubre de 1976) es una jinete británica que compitió en la modalidad de concurso completo.
Participó en los Juegos Olímpicos de Londres 2012, obteniendo una medalla de plata en la prueba por equipos (junto con William Fox-Pitt, Zara Phillips, Mary King y Kristina Cook).
Ganó una medalla de oro en el Campeonato Mundial de Concurso Completo de 2010 y siete medallas en el Campeonato Europeo de Concurso Completo entre los años 2009 y 2021.

## Palmarés internacional
| Juegos Olímpicos   | Juegos Olímpicos           | Juegos Olímpicos  | Juegos Olímpicos |
| Año                | Lugar                      | Medalla           | Categoría        |
| ------------------ | -------------------------- | ----------------- | ---------------- |
| 2012               | Londres (Reino Unido)      | Medalla de plata  | Por equipos      |
| Campeonato Mundial |                            |                   |                  |
| Año                | Lugar                      | Medalla           | Categoría        |
| 2010               | Lexington (Estados Unidos) | Medalla de oro    | Por equipos      |
| Campeonato Europeo |                            |                   |                  |
| Año                | Lugar                      | Medalla           | Categoría        |
| 2009               | Fontainebleau (Francia)    | Medalla de oro    | Por equipos      |
| 2011               | Luhmühlen (Alemania)       | Medalla de bronce | Por equipos      |
| 2015               | Blair (Reino Unido)        | Medalla de plata  | Por equipos      |
| 2017               | Strzegom (Polonia)         | Medalla de oro    | Por equipos      |
| 2017               | Strzegom (Polonia)         | Medalla de bronce | Individual       |
| 2021               | Avenches (Suiza)           | Medalla de oro    | Individual       |
| 2021               | Avenches (Suiza)           | Medalla de oro    | Por equipos      |